# Església de San Fructuoso
San Fructuoso és una església a la localitat de Barós, en el terme municipal de Jaca (Província d'Osca, Espanya) és un temple catòlic d'estil romànic que data del segle xii. L'església fou declarada Bé d'interès cultural el 6 de març de 2002, amb el número d'expedient RI-51-0010876 i categoria de "monument", publicant-se al Boletín Oficial de Aragón del dia 22 de març de 2002, amb el Decret 85/2002.
Aquest temple és d'una sola nau amb absis semicircular i presbiteri atrofiat, al que es va afegir al segle xvi una capella en el costat de l'Evangeli, de planta quadrada i coberta amb volta de crucería estavellada.
Així mateix, al segle xviii es van afegir una torre, de planta quadrada i dos cossos en altura, a més d'un atri i una sagristia, que van ser eliminats en la recent restauració.
La fàbrica és de sillarejo i presenta diverses obertures d'il·luminació i dos accessos, l'antiga portada meridional, oberta en arc de mig punt adovellat, i l'actual ingrés amb llinda, obert en l'hastial occidental.
En la part superior dels murs s'observa un fris d'arquets llombards sota una filada de dents de serra, a més d'altres elements com a petits relleus i figures esculpides amb motius entrellaçats vegetals i figuratius en els timpans dels citats arquets i les mènsules que els suporten, que confereixen al conjunt un aire híbrid entre l'art llombard i el romànic jaqués, un estil molt més plàstic.